# Michael Hutchence
Michael Hutchence (22. ledna 1960 – 22. listopadu 1997) byl australský hudebník a zpěvák skupiny INXS.

## Životopis
Hutchence se narodil v Sydney a vyrůstal v Hongkongu. Později se jako teenager s rodiči vrátil, navštěvoval školu Davidson High School, kde potkal i Andrewa Farrisse, spolu s nímž později založili svou vlastní skupinu, známou pod názvem INXS. V roce 1979 se skupina přestěhovala do Perthu. O rok později se vrátili do Sydney a vydali své první album INXS. Společně s Farrissem Hutchence napsal většinu skladeb skupiny.
V roce 1987 po úspěších na hudební scéně si zahrál ve filmu Dogs in Space režiséra Richarda Lowensteina. V roce 1989 pořídil Hutchence spolu s post-punkovým hudebníkem Ollie Olsenem album Max Q. V roce 1990 si zahrál v hororu Frankenstein Unbound, který režíroval Roger Corman. Ve svém soukromí se často stýkal s několika slavnými ženami, jakými byly i Kylie Minogue nebo dánská modelka Helena Christensenová.
V roce 1990 vyšlo album X, které obsahovalo několik hitů jako např. „Suicide Blonde“, „Disappear“ a „Bitter Tears“. O rok později skupina vydala koncertní album Live Baby Live.
Album Welcome To Wherever You Are, které vyšlo v roce 1992, nemělo v hudebních žebříčcích velký úspěch. Toho roku měl Hutchence konflikt s dánským taxikářem, dostal úder do hlavy, v jehož důsledku ztratil svůj čichový smysl a zčásti i chuťový smysl. Upadal do depresí a stával se ještě více agresivnější. Následující rok během nahrávání alba vytáhl nůž na spoluhráče Garryho Beerse a vyhrožoval mu smrtí.
Po delší době skupina vydala album Elegantly Wasted v dubnu 1997. Avšak po světovém turné Hutchence našli mrtvého v hotelu Ritz-Carlton v Sydney. Jeho smrt není dodnes objasněna. Hutchence byl uškrcen páskem a nalezen nahý. V jeho krvi byl zjištěn alkohol a kokain. Soudní lékař uvedl, že důvodem jeho smrti byla sebevražda, nenašel se však dopis na rozloučenou. Objevily se spekulace, že Hutchence zemřel při tzv. hypoxické masturbaci, kdy masturbující zvětšuje své vzrušení a zlepšuje erekci škrcením sebe sama.
Ze vztahu s moderátorkou Paulou Yatesovou měl v té době čtrnáctiměsíční dceru Tiger Lily. Paula se předávkovala heroinem tři roky po Hutchencově smrti, to byly dceři Tiger čtyři roky. Tiger pak adoptoval hudebník Bob Geldof.